# Prvački trofej 1993. (hokej na travi)
15. Prvački trofej se održao 1993. godine.

## Mjesto i vrijeme održavanja
Održao se od 3. do 11. srpnja 1993.
Utakmice su se igrale na stadionu Tun Razak u Kuala Lumpuru u Maleziji.

## Sudionici
Sudjelovali su domaćin Malezija, branitelj naslova Njemačka, Pakistan, Australija, Nizozemska i Španjolska.

### Nizozemska
```
[ 1.] 
Bart Looije
 (vr)                  [ 9.] 
Walter Drenth
 
[ 2.] 
Gregory van Hout
                  [10.] 
Stephan Veen

[ 3.] 
Dave Smolenaars
                   [11.] 
Bastiaan van Ede

[ 4.] 
Leo Klein Gebbink
                 [12.] 
Koen Pijpers

[ 5.] 
Erik Jazet
                        [13.] 
Richard Lemaire
 (vr) 
[ 6.] 
Wouter van Pelt
                   [14.] 
Piet-Hein Geeris
 
[ 7.] 
Marc Delissen
 (kapetan)           [15.] 
Remco van Wijk
 
[ 8.] 
Jacques Brinkman
                  [16.] 
Taco van den Honert
```

```
Trener:
 
Roelant Oltmans

Menedžer:
 Koos Formsma

Liječnik:
 Rob Feenstra

Fizioterapeut:
 Maarten van Dunné
```

## Natjecateljski sustav
Igralo se po jednostrukom ligaškom sustavu. Za pobjedu se dobivalo 2 boda, za neriješeno 1 bod, a za poraz nijedan bod. 
Nakon ligaškog dijela, igralo se za poredak. Prvi i drugi na ljestvici su doigravali za zlatno odličje, treći i četvrti za brončano odličje, a peti i šesti na ljestvici za 5. i 6. mjesto.

## Rezultati

### Prvi dio
```
* Malezija - Nizozemska          1:2
* Njemačka - Španjolska          2:0
* Australija - Pakistan          2:1
```

```
* Malezija - Španjolska          2:1
* Njemačka - Pakistan            3:2
* Nizozemska - Australija        1:0
```

```
* Španjolska - Australija        1:5
* Njemačka - Malezija            4:1
* Nizozemska - Pakistan          1:3
```

```
* Malezija - Pakistan            2:2
* Nizozemska - Španjolska        2:0
* Australija - Njemačka          1:3
```

```
* Pakistan - Španjolska          2:0
* Malezija - Australija          2:4
* Nizozemska - Njemačka          2:3 
```

### Poredak nakon prvog dijela
```
 1. 
 Njemačka          5      5     0     0     (15: 6)     
10

 2. 
 Australija        5      3     0     2     (12: 8)      
6

 
 3. 
 Nizozemska        5      3     0     2     ( 8: 7)      
6

 
 4. 
 Pakistan          5      2     1     2     (10: 8)      
5

 
 5. 
 Malezija          5      1     1     3     ( 8:13)      
3

 
 6. 
 Španjolska        5      0     0     5     ( 2:13)      
0
```

### Doigravanje
Susreti su se igrali 11. srpnja 1993.
- za 5. mjesto

 Španjolska -  Malezija 5:3
- za brončano odličje

 Nizozemska -  Pakistan 6:2
- za zlatno odličje

 Australija -  Njemačka 4:0

## Završni poredak
| Mj. | Momčad     |
| --- | ---------- |
| 1.  | Australija |
| 2.  | Njemačka   |
| 3.  | Nizozemska |
| 4.  | Pakistan   |
| 5.  | Španjolska |
| 6.  | Malezija   |

| Pobjednici              |
| ----------------------- |
| Australija Šesti naslov |

## Najbolji sudionici
| Najbolji strijelac               |
| -------------------------------- |
| Taco van der Honert (8 pogodaka) |

## Vanjske poveznice
- Rezultati sa Sports123.com   Arhivirana inačica izvorne stranice od 5. prosinca 2008. (Wayback Machine)